# Морін Дрейк
Морін Елізабет Дрейк (англ. Maureen Elizabeth Drake; нар. 21 березня 1971) — колишня канадська тенісистка.
Здобула шість одиночних та вісім парних титулів туру ITF.
Найвищу одиночну позицію світового рейтингу — 47 місце досягла 13 вересня 1999, парну — 77 місце — 30 жовтня 2006 року.
Завершила кар'єру 2016 року.

## Фінали турнірів WTA

### Парний розряд: 1 (1 поразка)
| Легенда                       |
| ----------------------------- |
| Турніри Великого шолома (0–0) |
| Фінали Туру WTA (0–0)         |
| Tier I (0–0)                  |
| Tier II (0–0)                 |
| Tier III, IV & V (0–1)        |

| Результат | W–L | Дата | Турнір                                      | Tier    | Покриття | Партнер         | Опоненти                   | Рахунок       |
| --------- | --- | ---- | ------------------------------------------- | ------- | -------- | --------------- | -------------------------- | ------------- |
| Поразка   | 0–1 | 1997 | Commonwealth Bank Tennis Classic, Індонезія | Tier IV | Тверде   | Рената Колбовіч | Керрі-Енн Г'юз Хіракі Ріка | 1–6, 6–7(5–7) |

## Фінали ITF

### Одиночний розряд: 18 (6 титулів, 12 поразок)
| Легенда                |
| ---------------------- |
| Турніри $100,000 (0–0) |
| Турніри $75,000 (0–1)  |
| Турніри $50,000 (0–3)  |
| Турніри $25,000 (5–7)  |
| Турніри $10,000 (1–1)  |

| Результат | W–L  | Дата     | Турнір                                     | Tier | Покриття   | Опонент             | Рахунок                 |
| --------- | ---- | -------- | ------------------------------------------ | ---- | ---------- | ------------------- | ----------------------- |
| Поразка   | 0–1  | Лип 1990 | Евансвілл (Індіана), США                   | 25K  | Тверде     | Гелл Сіоффі         | 3–6, 4–6                |
| Поразка   | 0–2  | Вер 1992 | Солсбері (Массачусетс), США                | 25K  | Тверде     | Беверлі Бовіс       | 3–6, 2–6                |
| Поразка   | 0–3  | Жов 1992 | Сан-Луїс-Потосі (місто), Мексика           | 25K  | Тверде     | Анджеліка Гавальдон | 1–6, 4–6                |
| Перемога  | 1–3  | Лют 1993 | Маямі, США                                 | 25K  | Тверде     | Беверлі Бовіс       | 4–6, 7–5, 6–1           |
| Поразка   | 1–4  | Чер 1993 | Гілтон-Гед-Айленд (Південна Кароліна), США | 10K  | Тверде     | Halle Carroll       | 7–6(7–3), 2–6, 6–7(3–7) |
| Поразка   | 1–5  | Лют 1994 | Маямі, США                                 | 25K  | Тверде     | Еллі Гакамі         | 5–7, 3–6                |
| Перемога  | 2–5  | Чер 1994 | Колумбія (Південна Кароліна), США          | 10K  | Тверде     | Анне Міллер         | 6–3, 6–3                |
| Поразка   | 2–6  | Чер 1995 | Пічтрі-Сіті (Джорджія), США                | 25K  | Тверде     | Анне Міллер         | 3–6, 2–6                |
| Перемога  | 3–6  | Лип 1995 | Місісага, Канада                           | 25K  | Тверде     | Kori Davidson       | 6–4, 6–0                |
| Поразка   | 3–7  | Лип 1997 | Клірвотер, США                             | 25K  | Тверде     | Карін Міллер        | 3–6, 6–7(6–8)           |
| Перемога  | 4–7  | Кві 1998 | Індастрі (Каліфорнія), США                 | 25K  | Тверде     | Лілія Остерло       | 6–4, 6–4                |
| Перемога  | 5–7  | Лис 1998 | Каракас, Венесуела                         | 25K  | Тверде     | Ванесса Менга       | 6–1, 6–2                |
| Поразка   | 5–8  | Лют 2002 | Колумбус (Огайо), США                      | 25K  | Тверде (i) | Маріон Бартолі      | 2–6, 3–6                |
| Перемога  | 6–8  | Бер 2002 | Лоренсвілл (Джорджія), США                 | 25K  | Тверде     | Терін Ешлі          | 6–3, 6–4                |
| Поразка   | 6–9  | Кві 2002 | Нейплс, США                                | 50K  | Ґрунт      | Віра Звонарьова     | 1–6, 3–6                |
| Поразка   | 6–10 | Лип 2004 | Лос-Гатос, США                             | 50K  | Тверде     | Людмила Скавронська | 6–7(0–7), 4–6           |
| Поразка   | 6–11 | Лип 2004 | Скенектаді, США                            | 50K  | Тверде     | Бетані Маттек-Сендс | 3–6, 1–6                |
| Поразка   | 6–12 | Вер 2005 | Альбукерке, США                            | 75K  | Тверде     | Анастасія Родіонова | 2–6, 3–6                |

### Парний розряд: 20 (8 титулів, 12 поразок)
| Легенда                |
| ---------------------- |
| Турніри $100,000 (0–0) |
| Турніри $75,000 (1–2)  |
| Турніри $50,000 (2–2)  |
| Турніри $25,000 (4–8)  |
| Турніри $10,000 (1–0)  |

| Результат | W–L  | Дата     | Турнір                        | Tier | Покриття   | Партнер             | Опоненти                                 | Рахунок            |
| --------- | ---- | -------- | ----------------------------- | ---- | ---------- | ------------------- | ---------------------------------------- | ------------------ |
| Перемога  | 1–0  | Лют 1994 | Маямі, США                    | 25K  | Тверде     | Одра Келлер         | Беверлі Бовіс Katharzyna Teodorowicz     | 4–6, 6–4, 6–4      |
| Поразка   | 1–1  | Лип 1994 | Евансвілл (Індіана), США      | 25K  | Тверде     | Мелані Бернард      | Michelle Jackson-Nobrega Шеннен Маккарті | 6–4, 6–7(4–7), 3–6 |
| Поразка   | 1–2  | Жов 1994 | Ранчо-Міраж (Каліфорнія), США | 25K  | Тверде     | Одра Келлер         | Кеммі Макгрегор Стефані Ріс              | 6–0, 5–7, 4–6      |
| Поразка   | 1–3  | Лип 1996 | Вілмінгтон (Делавер), США     | 50K  | Тверде     | Мейлен Ту           | Еріка Делоун Ніколь Пратт                | 5–7, 6–7(2–7)      |
| Поразка   | 1–4  | Лип 1997 | Клірвотер, США                | 25K  | Тверде     | Ліндсей Лі-Вотерс   | Жулі Пуллен Аманда Вейнрайт              | 4–6, 4–6           |
| Перемога  | 2–4  | Січ 1998 | Делрей-Біч, США               | 10K  | Тверде     | Рената Колбовіч     | Джін Окада Кері Фебус                    | 7–6(7–3), 6–4      |
| Перемога  | 3–4  | Лют 1998 | Клірвотер, США                | 25K  | Тверде     | Рената Колбовіч     | Крістіна Бранді Карін Міллер             | 4–6, 6–3, 6–4      |
| Поразка   | 3–5  | Тра 1998 | Midlothian, США               | 25K  | Ґрунт      | Рената Колбовіч     | Труді Мусгрейв Брі Ріппнер               | 3–6, 3–6           |
| Поразка   | 3–6  | Тра 1998 | Гейнс-Сіті (Флорида), США     | 25K  | Ґрунт      | Рената Колбовіч     | Esme De Villiers Джессіка Стек           | 3–6, 2–6           |
| Поразка   | 3–7  | Жов 1998 | Санта-Клара (Каліфорнія), США | 75K  | Тверде     | Ліндсей Лі-Вотерс   | Кара Блек Ірина Селютіна                 | 4–6, 7–5, 3–6      |
| Перемога  | 4–7  | Лис 1998 | Остін (Техас), США            | 50K  | Тверде     | Ліндсі Лі-Waters    | Esme De Villiers Лізель Губер            | 6–1, 6–1           |
| Поразка   | 4–8  | Лис 1998 | Каракас, Венесуела            | 25K  | Тверде     | Кароліна Шнайдер    | Ванесса Менга Алісія Ортуньйо            | 3–6, 7–5, 3–6      |
| Поразка   | 4–9  | Тра 2001 | Midlothian, США               | 25K  | Ґрунт      | Даяна Сребровіч     | Дженніфер Расселл Абігейл Спірс          | 6–7(2–7), 6–1, 2–6 |
| Поразка   | 4–10 | Вер 2003 | Ралі (Північна Кароліна), США | 25K  | Ґрунт      | Едіна Галловіц-Халл | Марія Фернанда Алвеш Тіффані Дабек       | 6–2, 3–6, 1–6      |
| Перемога  | 5–10 | Жов 2003 | Лафаєтт (Луїзіана), США       | 25K  | Ґрунт      | Ліндсі Лі-Waters    | Jessica Fernández Kara Molony-Hussey     | 6–2, 6–3           |
| Перемога  | 6–10 | Вер 2004 | Альбукерке, США               | 75K  | Тверде     | Карлі Галліксон     | Стефані Дюбуа Марія Емілія Салерні       | 6–3, 7–6(8–6)      |
| Поразка   | 6–11 | Жов 2004 | Кері (Північна Кароліна), США | 50K  | Ґрунт      | Міягі Нана          | Руксандра Драгомір Саманта Рівз          | 6–4, 3–6, 3–6      |
| Перемога  | 7–11 | Січ 2006 | Форт-Волтон-Біч, США          | 25K  | Тверде     | Владіміра Угліржова | Зузана Кучова Шанелль Схеперс            | 2–6, 6–4, 7–5      |
| Поразка   | 7–12 | Лют 2007 | Midland, США                  | 75K  | Тверде (i) | Стефані Дюбуа       | Лора Гренвілл Абігейл Спірс              | 4–6, 6–3, 3–6      |
| Перемога  | 8–12 | Лис 2009 | Торонто, Канада               | 50K  | Тверде (i) | Marianne Jodoin     | Шерон Фічмен Машона Вашінгтон            | 2–3 ret.           |

## Виступи у турнірах Великого шолома

### Одиночний розряд
| Турнір                                 | 1988 | 1989 | 1990 | 1991 | 1992 | 1993 | 1994 | 1995 | 1996 | 1997 | 1998 | 1999 | 2000 | 2001 | 2002 | 2003 | 2004 | 2005 | W–L  | Win % |
| -------------------------------------- | ---- | ---- | ---- | ---- | ---- | ---- | ---- | ---- | ---- | ---- | ---- | ---- | ---- | ---- | ---- | ---- | ---- | ---- | ---- | ----- |
| Відкритий чемпіонат Австралії з тенісу |      |      | 1р   |      | 1р   | К2р  | К1р  |      |      |      |      | 2р   | 1р   |      | К1р  | 1р   | 1р   | К1р  | 3–6  | 33%   |
| Відкритий чемпіонат Франції з тенісу   | К1р  |      |      | К3р  | К2р  |      |      | К1р  | К1р  |      | К1р  | 1р   | 1р   | К2р  | К2р  | К1р  | К1р  | К1р  | 0–2  | 0%    |
| Вімблдонський турнір                   |      |      |      |      |      |      |      |      | 1р   | К2р  | К2р  | 2р   | 1р   | 2р   | 3р   | 2р   | К2р  | К1р  | 5–6  | 45%   |
| Відкритий чемпіонат США з тенісу       |      |      | 1р   | К1р  | К1р  | К1р  | К1р  | К1р  | К3р  | К2р  | К1р  | 1р   | К1р  | К1р  | К2р  | 1р   | 1р   | К1р  | 0–4  | 0%    |
| Перемоги-Поразки                       | 0–0  | 0–0  | 0–2  | 0–0  | 0–1  | 0–0  | 0–0  | 0–0  | 0–1  | 0–0  | 0–0  | 4–4  | 0–3  | 1–1  | 2–1  | 1–3  | 0–2  | 0–0  | 8–18 | 31%   |

### Парний розряд
| Турнір                                 | 1994 | 1995 | 1996 | 1997 | 1998 | 1999 | 2000 | 2001 | 2002 | 2003 | 2004 | 2005 | 2006 | W–L  | Win % |
| -------------------------------------- | ---- | ---- | ---- | ---- | ---- | ---- | ---- | ---- | ---- | ---- | ---- | ---- | ---- | ---- | ----- |
| Відкритий чемпіонат Австралії з тенісу | 1р   |      |      |      |      | 1р   |      |      |      |      |      | 2р   |      | 1–3  | 25%   |
| Відкритий чемпіонат Франції з тенісу   |      |      |      |      |      | 2р   |      |      |      |      |      |      | 1р   | 1–2  | 33%   |
| Вімблдонський турнір                   |      |      |      |      | 2р   | 1р   |      |      |      |      | К1р  | К1р  | 2р   | 2–3  | 40%   |
| Відкритий чемпіонат США з тенісу       |      |      |      |      | 1р   | 1р   |      |      |      |      |      |      |      | 0–2  | 0%    |
| Перемоги-Поразки                       | 0–1  | 0–0  | 0–0  | 0–0  | 1–2  | 1–4  | 0–0  | 0–0  | 0–0  | 0–0  | 0–0  | 1–1  | 1–2  | 4–10 | 29%   |

## Статистика матчів проти гравців першої 50-ки рейтингу
Загалом: (14–54, 21%)
- Анна Кремер 4–1
- Патті Шнідер 1–0
- Джиджі Фернандес 1–0
- Енн Мінтер 1–0
- Барбара Ріттнер 1–0
- Крістіна Бранді 1–0
- Сільвія Плішке 1–0
- Кара Блек 1–0
- Марі-Гаяне Мікаелян 1–0
- Чо Юн Чон 1–0
- Тамарін Танасугарн 1–1
- Кім Клейстерс 0–1
- Ліндсі Девенпорт 0–1
- Мартіна Хінгіс 0–1
- Амелі Моресмо 0–1
- Вінус Вільямс 0–1
- Наталі Тозья 0–1
- Мері Джо Фернандес 0–1
- Суґіяма Ай 0–1
- Жулі Алар-Декюжі 0–1
- Бренда Шульц-Маккарті 0–1
- Елені Даніліду 0–1
- Кімберлі По 0–1
- Савамацу Наоко 0–1
- Кароліна Шпрем 0–1
- Патті Фендік 0–1
- Магі Серна 0–1
- Наталія Медведєва 0–1
- Ніколь Брадтке 0–1
- Ендо Мана 0–1
- Маріан де Свардт 0–1
- Вірхінія Руано Паскуаль 0–1
- Енн Гроссман 0–1
- Джинджер Гелгесон-Нілсен 0–1
- Ліндсей Лі-Вотерс 0–1
- Мейлен Ту 0–1
- Керрі Каннінгем 0–1
- Олена Татаркова 0–1
- Анка Барна 0–1
- Штеффі Граф 0–2
- Іріна Спирля 0–2
- Сільвія Фаріна-Елія 0–2
- Олена Лиховцева 0–2
- Тетяна Панова 0–2
- Катарина Среботнік 0–2
- Кларіса Фернандес 0–2
- Чанда Рубін 0–3
- Домінік Монамі 0–3
- Аманда Кетцер 0–4